# Jozef Bičkoš
Jozef Bičkoš (* 1. ledna 1941 Krásna) je bývalý slovenský fotbalový útočník, trenér a funkcionář. Žije v Bardejově.

## Hráčská kariéra
V československé lize hrál za Tatran Prešov, vstřelil jednu prvoligovou branku. Na vojně byl v Dukle Praha a Dukle Komárno, působil také v NKHG Ostrava, divizním Ostroji Opava a druholigovém Partizánu Bardejov.

### Ligová bilance
| Ročník           | Zápasy | Góly | Minuty | Klub                 |
| ---------------- | ------ | ---- | ------ | -------------------- |
| I. liga 1959/60  | 2      | 0    | 135    | TJ Tatran Prešov     |
| I. liga 1960/61  | 2      | 0    | 109    | TJ Tatran Prešov     |
| I. liga 1961/62  | 6      | 1    | 449    | TJ Tatran Prešov     |
| II. liga 1962/63 | –      | –    | –      | VTJ Dukla Komárno    |
| II. liga 1963/64 | –      | –    | –      | VTJ Dukla Komárno    |
| II. liga 1968/69 | –      | –    | –      | TJ NHKG Ostrava      |
| II. liga 1971/72 | –      | –    | –      | TJ Partizán Bardejov |
| CELKEM I. LIGA   | 10     | 1    | 693    |                      |